# Citharinella
Citharinella es un género de foraminífero bentónico de la subfamilia Vaginulininae, de la familia Vaginulinidae, de la superfamilia Nodosarioidea, del suborden Lagenina y del orden Lagenida. Su especie tipo es Flabellina karreri. Su rango cronoestratigráfico abarca desde el Bathoniense (Jurásico medio) hasta el Campaniense (Cretácico superior).

## Clasificación
Citharinella incluye a las siguientes especies:
- Citharinella angusta †
- Citharinella chapmani †
  - Citharinella chapmani var. primigenia †
- Citharinella compara †
- Citharinella didyma †
- Citharinella elongata †
- Citharinella exarata †
- Citharinella foliaformis †
- Citharinella inflata †
- Citharinella intractata †
- Citharinella inornata †
- Citharinella janymaniaensis †
- Citharinella karreri †
- Citharinella laevis †
- Citharinella laffittei †
- Citharinella latifolia †
- Citharinella lemoinei †
- Citharinella pomeraniae †
- Citharinella portlandensis †
- Citharinella rhomboidea †
- Citharinella schellwieni †
- Citharinella sphaerica †
- Citharinella tarrantensis †
- Citharinella watersi †